# Jean Harlow
Jean Harlow (wym. [ʤin ˈhɑrloʊ], właśc. Harlean Harlow Carpenter; ur. 3 marca 1911 w Kansas City, zm. 7 czerwca 1937 w Los Angeles) – amerykańska aktorka filmowa, symbol seksu kinematografii amerykańskiej lat 30. XX wieku. Jedna z czołowych gwiazd filmowych pierwszych lat filmu dźwiękowego oraz okresu „Złotej Ery Hollywood”.
Debiutowała na dużym ekranie w 1928, występując w epizodzie w dramacie więziennym Honor Bound. Początkowo grywała role dalszego planu. W grudniu 1928 podpisała kontrakt z Hal Roach Studios, dzięki czemu występowała w krótkometrażowych komediach z udziałem duetu Flip i Flap. Po przedwczesnym rozwiązaniu umowy przez krótki czas ponownie pojawiała się w epizodach. W 1929 dostała pierwszoplanową rolę w zrealizowanym w erze Pre-Code dramacie wojennym Aniołowie piekieł (1930) w reżyserii Howarda Hughesa, z którym związała się pięcioletnim kontraktem. Pomimo coraz częstszych występów na dużym ekranie, jej role były zazwyczaj wyśmiewane przez krytyków. Hughes, chcąc wypromować wizerunek Harlow, organizował w Stanach Zjednoczonych tzw. kluby „platynowych blondynek”, gdzie młode kobiety starały się naśladować jej charakterystyczny odcień włosów. W pierwszej połowie lat 30. związała się z Paulem Bernem, dzięki któremu w 1932 podpisała siedmioletni kontrakt ze studiem Metro-Goldwyn-Mayer. Harlow stała się jedną z największych gwiazd wytwórni po występach w takich produkcjach, jak: Żona z drugiej ręki (1932), Kaprys platynowej blondynki (1932), Kolacja o ósmej (1933) i Dla ciebie tańczę (1936).
Jej rozpoznawalność wkrótce znacząco przewyższała inne ówczesne gwiazdy MGM – Joan Crawford i Normę Shearer. Nazywano ją „platynową blondynką” lub „wybuchową blondynką”. Określenia te na trwałe wpisały się w historię popkultury. W 1999 American Film Institute (AFI) umieścił jej nazwisko na 22. miejscu w opublikowanym przez siebie rankingu „największych aktorek wszech czasów” (The 50 Greatest American Screen Legends).

## Życiorys

### Rodzina i młodość
Harlean Harlow Carpenter urodziła się 3 marca 1911 o godzinie dwudziestej w domu przy 3344 Olive Street w Kansas City w stanie Missouri. Jej ojciec, Mont Clair (lub też Montclair) Carpenter (1877–1974), syn Abrahama L. Carpentera (1842–1933) i Dianny (z domu Beal; 1848–1933), był dentystą wywodzącym się z klasy robotniczej. Kształcił się w miejscowej szkole dentystycznej. Matka, Jean Poe Carpenter (z domu Harlow; 1891–1958), była córką zamożnego pośrednika w obrocie nieruchomościami Samuela „Skipa” Harlowa (1859–1947) oraz Elli Harlow (z domu Williams; 1867–1940). W 1908 ojciec zaaranżował małżeństwo córki z Mont Clairem Carpenterem. Uroczystości weselne miały miejsce 1 października. Para mieszkała w domu Samuela Harlowa przy 930 Orville Avenue w Kansas City. Jean Poe Carpenter była rozżalona postępowaniem swojego ojca. Czuła się również nieszczęśliwa w związku małżeńskim.
Od wczesnego dzieciństwa członkowie rodziny Harlean Harlow Carpenter nazywali pieszczotliwie „The Baby” („dziecinka”). Przydomek ten pozostał z nią do końca życia. Nie była świadoma swojego prawdziwego imienia aż do ukończenia 5. roku życia, kiedy to zaczęła uczęszczać do elitarnej The Barstow School w Kansas City, placówki dla dzieci z uprzywilejowanych środowisk. Z powodu braku posiadania rodzeństwa więź pomiędzy córką a matką była bardzo silna, a Jean Poe Carpenter wykazywała się dużą nadopiekuńczością i rozpieszczała swoją jedyną córkę. Według niektórych źródeł matka zaszczepiła w niej przekonanie, że wszystko, co Harlean osiągnęła w późniejszych latach jako gwiazda filmowa, miała zawdzięczać tylko jej. „Zawsze była cała moja” – przyznawała Jean Poe Carpenter. Kiedy córka uczęszczała do szkoły, jej matka w 1921 wniosła pozew rozwodowy, który został sfinalizowany bez żadnego sprzeciwu 29 września 1922. Zdaniem biografów Carpenter odczuwała frustrację z bycia w związku małżeńskim, a Mont Clair Carpenter czuł się zagubiony z uwagi na bliskość rodziców. Decyzją sądu wyłączną opiekę nad dzieckiem przyznano matce. Po rozstaniu ojciec utrzymywał zdawkowe kontakty z córką i w późniejszych latach rzadko się widywali.
W 1923 Carpenter przeprowadziła się z córką do Hollywood w stanie Kalifornia. Początkowo miała nadzieję, że uda się jej zostać profesjonalną aktorką, jednak mając 34 lata, uświadomiła sobie, że jest zbyt późno na rozpoczynanie kariery w branży filmowej. Uczęszczała do miejscowej szkoły żeńskiej, która w drodze wyjątku zgodziła się na przyjęcie kilku chłopców. Tam poznała Douglasa Fairbanksa Jr., Joela McCrea i Irene Mayer Selznick. Wiosną 1925 – mając 14 lat – porzuciła naukę. Po wyczerpaniu środków finansowych obydwie powróciły do rodzinnego Kansas City po tym, jak Samuel Harlow zagroził, że wydziedziczy wnuczkę, jeśli ta nie wróci do domu. Kilka tygodni później dziadek wysłał ją na letni obóz Camp Cha-Ton-Ka w Michigamme w stanie Michigan, gdzie zachorowała na szkarlatynę. Matka udała się na miejsce, by zaopiekować się córką.
Kolejną placówką edukacyjną, do której uczęszczała, była żeńska Ferry Hall School w Lake Forest w stanie Illinois. Jej matka miała ukrytą motywację, by posłać tam córkę, ponieważ nieopodal szkoły mieszkał pochodzący z Chicago Marino Bello, nowy partner życiowy Jean Poe Carpenter. Tradycją placówki było dobieranie się w pary przez uczniów klas pierwszych i seniorskich. Jesienią 1926 jedna z koleżanek, z którą Harlean była w parze, zapoznała ją z 19-letnim przedsiębiorcą Charlesem „Chuckiem” Fremontem McGrew, spadkobiercą dużej fortuny. Wkrótce para zaczęła umawiać się ze sobą. 18 stycznia 1927 Jean Poe Carpenter wyszła za mąż za Marino Bello; jej córka nie była obecna na uroczystości.

### Lata 20.

#### Początki kariery

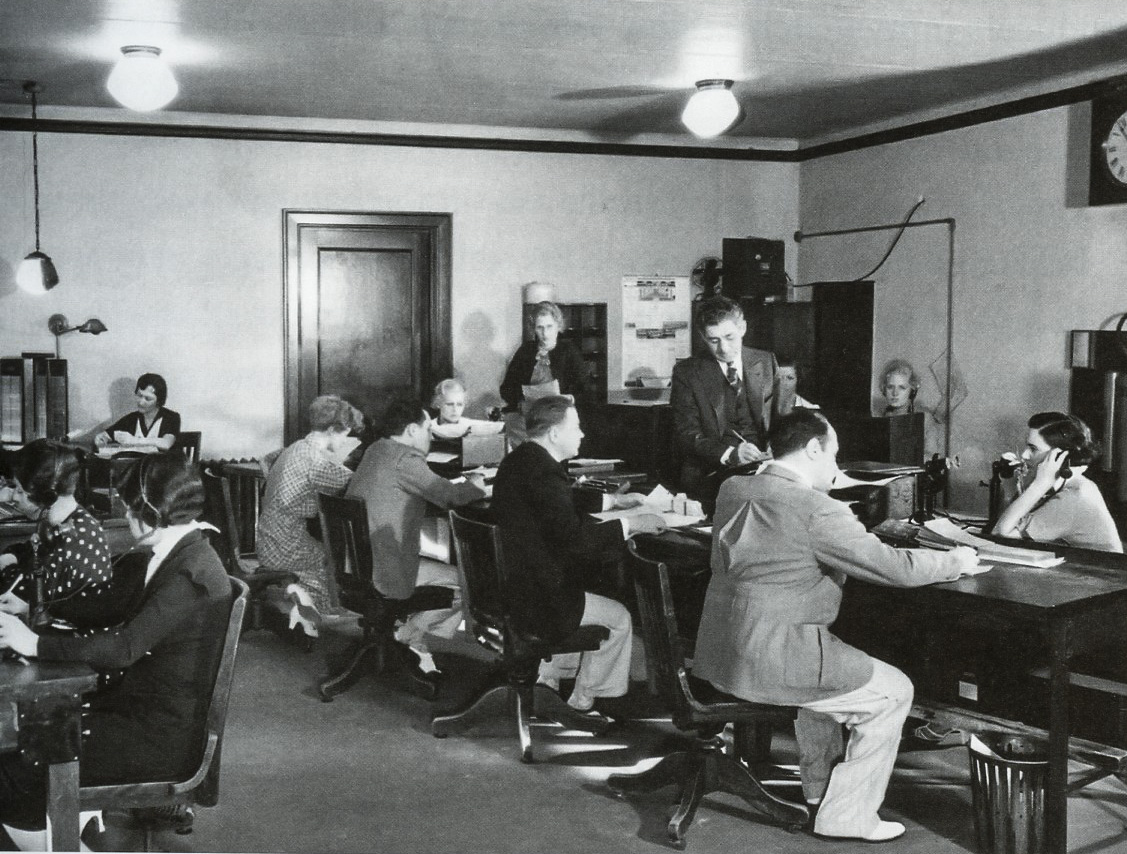
Siedziba Central Casting w Los Angeles, gdzie Harlow rozpoczynała karierę filmową, lata 20. XX wieku

Zawarłszy w 1927 związek małżeński z McGrew, para przeprowadziła się do Los Angeles w Kalifornii. Tam zaprzyjaźniła się z Rosalie Roy, młodą dziewczyną aspirującą do bycia aktorką. Nie mając własnego samochodu, Roy poprosiła Carpenter o podwiezienie do studia 20th Century Fox, gdzie miała umówione spotkanie. Na miejscu, czekając na przyjaciółkę, została dostrzeżona przez kierownictwo wytwórni. Jak wspominała, z początku w ogóle nie była zainteresowana i odmówiła. Mimo to, otrzymała zaproszenie od Central Casting. Kilka dni później Roy założyła się z Carpenter, że dziewczyna nie pójdzie na casting, ponieważ nie starczy jej odwagi. Nie chcąc stracić zakładu i entuzjazmu swojej matki, która wywierała na niej presję, udała się do siedziby firmy, gdzie podpisała się na dokumencie panieńskim nazwiskiem matki – Jean Harlow. Została dostrzeżona przez Artura Landau, właściciela agencji aktorskiej Central Casting, która zajmowała się castingiem dla początkujących statystów. Według Davida Stenna dodatkowa praca była nudna i nieopłacalna.

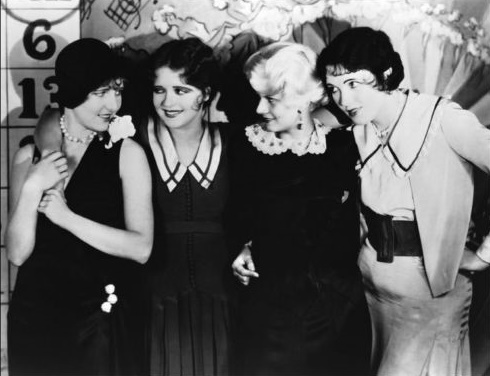
Od lewej: Jean Arthur, Clara Bow, Harlow i Edna May Oliver w scenie z filmu Szalone serca (1929)

Początkowo odrzucała wszelkie propozycje pracy od Central Casting. W końcu zmuszona przez swoją matkę – której w przeszłości nie udało się zrealizować marzeń o byciu gwiazdą – przyjęła ofertę udziału w niemym dramacie więziennym Honor Bound (1928, reż. Alfred E. Green) z główną rolą George’a O’Briena, zarabiając 7 dolarów za dzień zdjęciowy. Wkrótce pojawiła się w niewielkich epizodach w komedii Moran of the Marines (1928, reż. Frank R. Strayer), komedii romantycznej This Thing Called Love (1929, reż. Paul L. Stein), musicalu z ery Pre-Code Close Harmony (1929, reż. John Cromwell, A. Edward Sutherland) i w komedii Parada miłości (1929, reż. Ernst Lubitsch). W grudniu 1928 podpisała pięcioletni kontrakt z mającą swoją siedzibę w Culver City w Kalifornii wytwórnią Hal Roach Studios, zarabiając 100 dolarów tygodniowo.
W 1929 zagrała u boku Stana Laurela i Olivera Hardy’ego (znanych jako duet Flip i Flap) w krótkometrażowej komedii Liberty (reż. Leo McCarey) oraz w dwóch innych produkcjach: Double Whoopee (reż. Lewis R. Foster) i Bacon Grabbers (reż. Lewis R. Foster). Kariera Harlow zaczęła powoli nabierać tempa, a także wywoływać coraz większe napięcia w jej życiu prywatnym. W marcu Hal Roach zdecydował się na rozwiązanie umowy z aktorką po tym, jak przyznała mu, że: „[kariera] rozbiła moje małżeństwo, co mogę zrobić?”. 11 czerwca rozwiodła się z McGrew, po czym zamieszkała z matką i ojczymem Marino Bello. Po rozstaniu grywała epizody w kilku produkcjach. Pierwszą nieco większą rolę dostała w komedii romantycznej Szalone serca (reż. A. Edward Sutherland) u boku Clary Bow, ówczesnej ikony kina niemego. Latem poznała fotografa Edwina Bowera Hessera, który zorganizował jej półnagą sesję zdjęciową w Fern Dell na terenie Griffith Park w Los Angeles.

### Lata 30.

#### Aniołowie piekieł

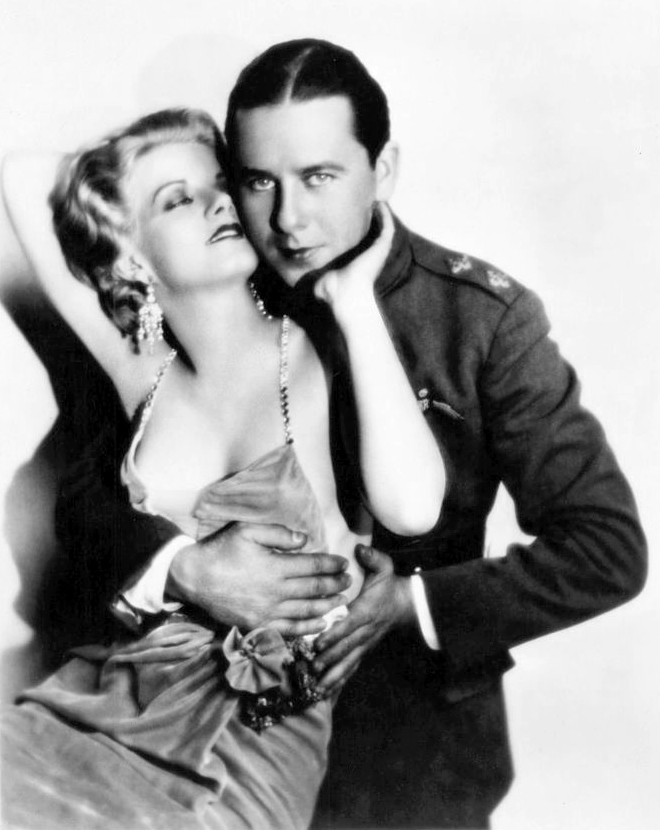
Harlow i Ben Lyon na fotosie promocyjnym z filmu Aniołowie piekieł (1930), który był przełomem w karierze

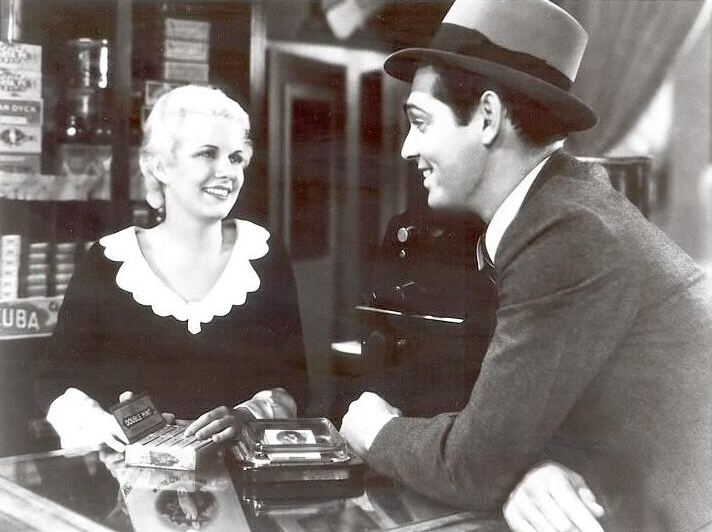
Harlow i Clark Gable w filmie Tajemnicza szóstka (1931). Jako duet wystąpili wspólnie w sześciu filmach

Pod koniec 1929 została dostrzeżona przez Jamesa Halla, aktora zaangażowanego do wojennej produkcji Aniołowie piekieł w reżyserii Howarda Hughesa. Filmowiec przygotowywał się do dźwiękowej wersji projektu. Przez blisko sześć miesięcy poszukiwał aktorki, będącej w stanie zastąpić Gretę Nissen, której norweski akcent uniemożliwiał występ w filmie. Harlow po odbyciu próbnych zdjęć dostała rolę Helen. Kreacja złośnicy, która wpierw uwodzi, a później zdradza dwóch braci (Ben Lyon, James Hall), zaważyła na jej ekranowym wizerunku seksbomby. 23 października podpisała pięcioletni kontrakt z Hughesem, opiewający o zarobki rzędu 100 dolarów tygodniowo. Premiera filmu odbyła się 27 maja 1930 w Grauman’s Chinese Theatre. Okazał się on sukcesem komercyjnym, stając się najbardziej dochodową produkcją roku (wyprzedził m.in. Annę Christie Clarence’a Browna z Gretą Garbo w roli głównej). Pozytywny odbiór nie przełożył się na przychylne recenzje prasowe, zdobywając w większości mieszane opinie wśród krytyków. „The New Yorker” określał występ Harlow mianem „naturalnie okropnego”, podczas gdy jeden z recenzentów piszących dla „Variety” przyznawał, że „nie ma znaczenia, jaki stopień talentu posiada… nikt nigdy nie umarł z głodu, mając to, co ma”.
W 1931 zagrała w komedii romantycznej Światła wielkiego miasta (reż. Charlie Chaplin), lecz scenę z jej udziałem wycięto z filmu. W ramach promocji Aniołów piekieł, Hughes wysłał Harlow do Nowego Jorku, Kansas City i Seattle w stanie Waszyngton. Następnie została wypożyczona przez studio producenta The Caddo Company do innych wytwórni. Mimo że Hughes zarabiał na jej pracy tysiące dolarów, to wypłacał Harlow jedynie zakontraktowane 100 dolarów. Uwagę krytyków zwróciła, gdy wystąpiła w wyprodukowanym dla Metro-Goldwyn-Mayer kryminalnym melodramacie Tajemnicza szóstka (1931, reż. George Hill) u boku m.in. Clarka Gable’a i Wallace’a Berry’ego, dramacie sportowym Universal Pictures Iron Man (1931, reż. Tod Browning) z Lew Ayresem i Robertem Armstrongiem oraz w gangsterskim Wrogu publicznym nr 1 (1931, reż. William A. Wellman), wraz z Jamesem Cagneyem, zrealizowanym dla wytwórni Warner Bros.

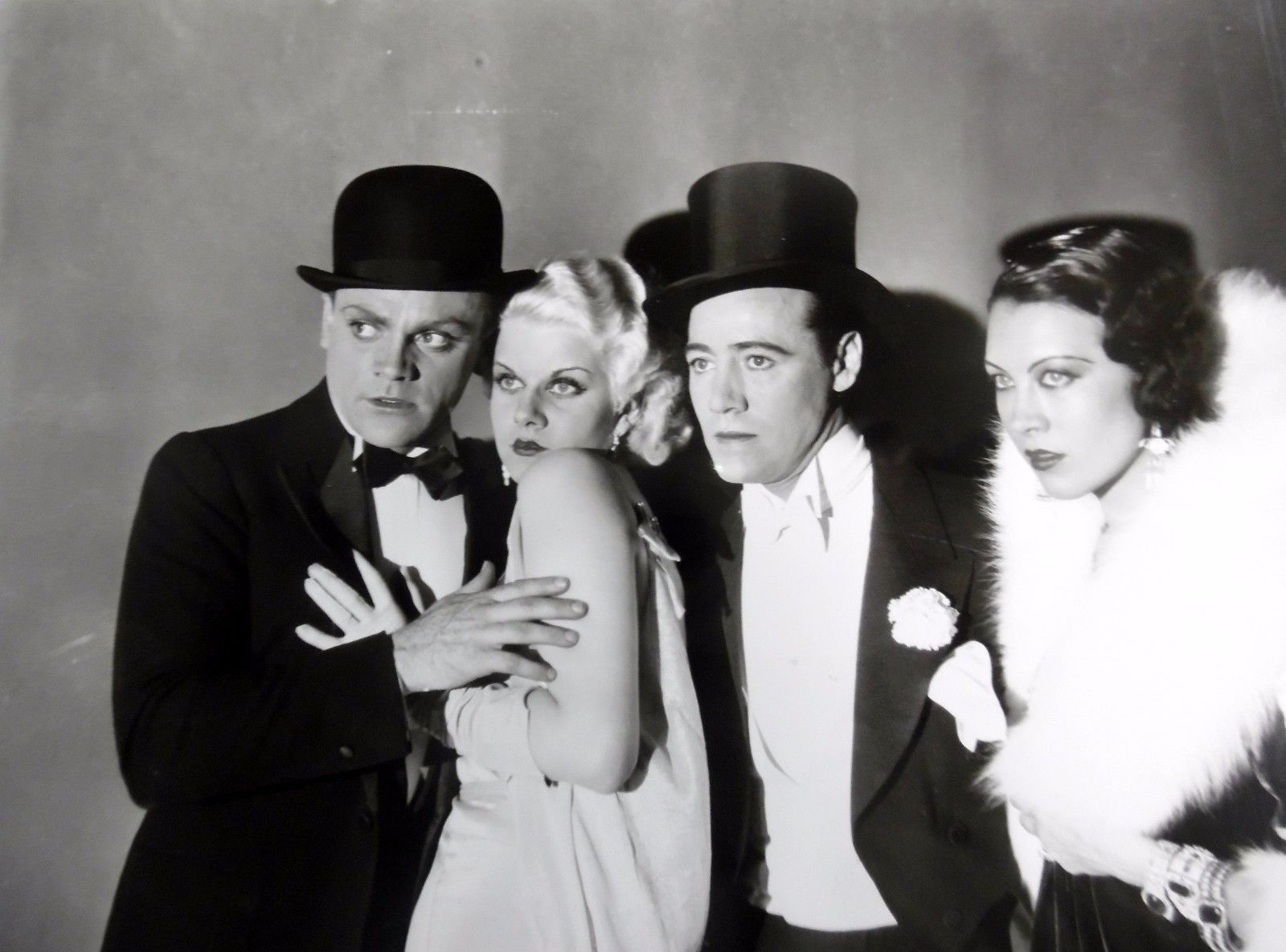
James Cagney, Harlow, Edward Woods i Joan Blondell w filmie Wróg publiczny nr 1 (1931)

Chociaż sukcesy filmów z jej udziałem wahały się od umiarkowanych do hitowych, aktorstwo Harlow w dalszym ciągu było wyśmiewane przez krytyków – jeden z recenzentów „The New York Timesa”, opisując jej kreację we Wrogu publicznym nr 1, przyznawał: „To niefortunne, że Jean Harlow, której zalety jako aktorki są ograniczone do jej blond piękności, musi nieść dobry udział w filmie”. Zaniepokojony negatywnymi recenzjami swojej podopiecznej, Hughes wysłał ją w 1931 na wschodnie wybrzeże, aby tam występowała publicznie. Zdaniem Stenna krótka trasa nie była sukcesem, ponieważ Harlow odczuwała lęk przed takimi bezpośrednimi konfrontacjami z widzami.

#### Platynowa blondynka

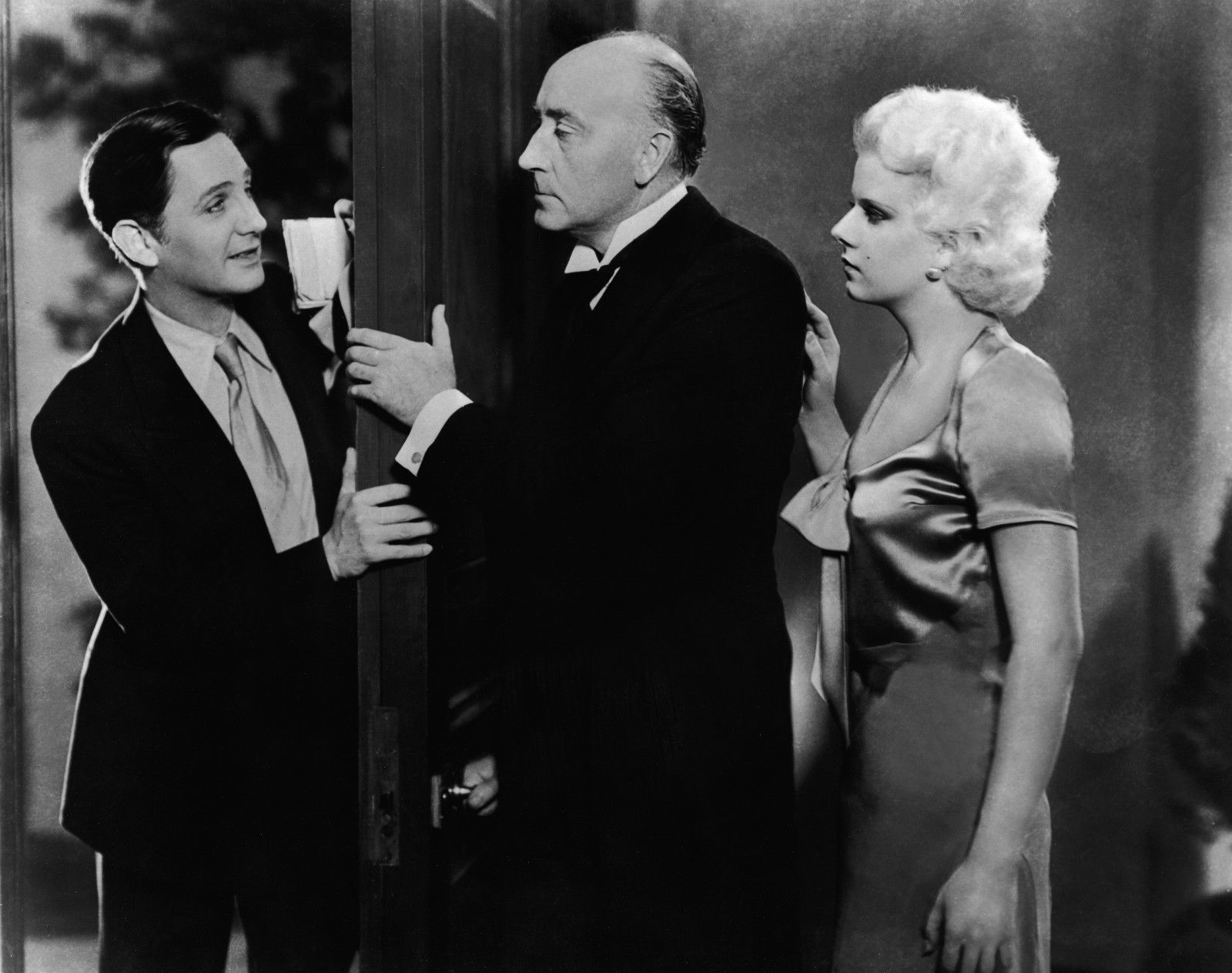
Robert Williams, Halliwell Hobbes i Harlow w scenie z filmu Platynowa blondynka (1931)

Jej następnym projektem była komedia romantyczna Platynowa blondynka (1931, reż. Frank Capra) wytwórni Columbia Pictures, z Lorettą Young i Robertem Williamsem. Jeden z krytyków „The New York Timesa” stwierdził, że Harlow w roli Ann Schuyler była „raczej efektowna niż kompetentna”. Film początkowo nosił tytuł Gallagher, jednak Hughes zdecydował się na zmianę, by jak najaktywniej promować wizerunek aktorki, wykorzystując do tego jej platynowy odcień włosów. Choć sama zaprzeczała, że jej włosy były farbowane, to niektórzy uważali, że platynowy odcień udało się uzyskać poprzez bielenie za pomocą cotygodniowego stosowania amoniaku, wybielacza Clorox oraz płatków mydła marki Lux. W ocenie Victorii Sherrow proces ten znacząco osłabił i zniszczył naturalny blond kolor aktorki. Po premierze Platynowej blondynki zdobyła powszechną rozpoznawalność i stała się idolką tłumów. Wiele kobiet zaczęło naśladować jej stylizację, farbując swoje włosy na wzór Harlow. Korzystając z rosnącej rozpoznawalności aktorki, Hughes zaczął organizować na terenie całych Stanów Zjednoczonych tzw. kluby „platynowych blondynek”, z nagrodą równą 10 tys. dolarów dla każdej kobiety, której uda się zbliżyć do blasku włosów Harlow.
W 1932 zagrała u boku Mae Clarke i Waltera Byrona w romantycznym Three Wise Girls (reż. William Beaudine) studia Columbia Pictures, który przeszedł niezauważony. W owym czasie Harlow coraz częściej stawała się tematem licznych plotek, przy czym najczęściej była to wariacja na temat uwodzenia cudzych mężów i otaczania się dużą ilością mężczyzn. Z uwagi na swoje ciemne brwi i szczupłą figurę, stała się obiektem krytyki ze strony innych kobiet, u których wzbudzała podziw i zazdrość. Powielanie nieprawdziwych informacji na jej temat przez plotkarskie magazyny spowodowało, że aktorka stanowczo wyrażała swoje rozżalenie. „Nie znoszę Hollywood. Wiem, że to tak, jakbym gryzła rękę, która mnie karmi… Ale ja po prostu nie mogę tu być sobą. Oni mi na to nie pozwolą”.

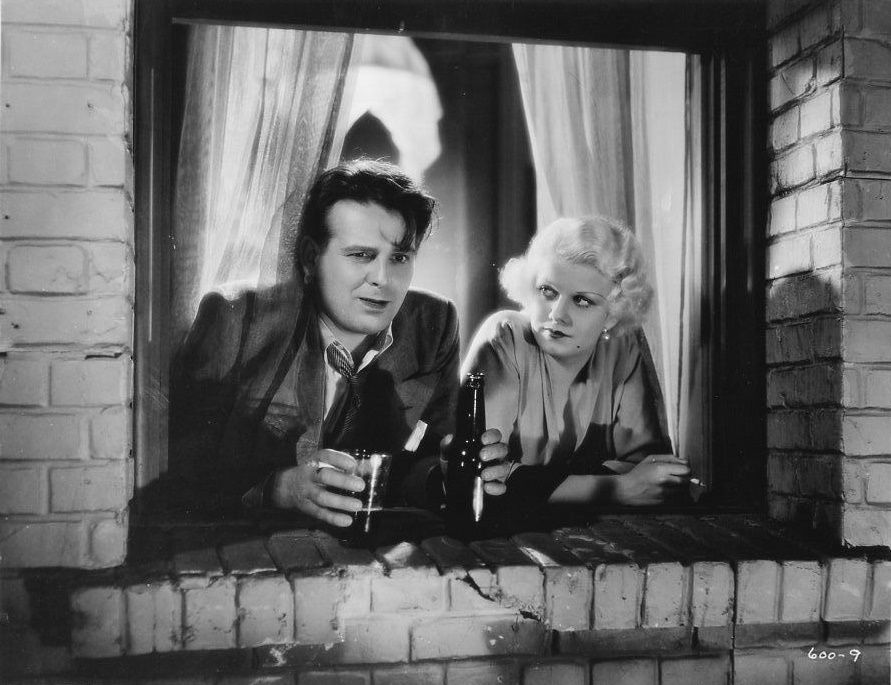
Wallace Ford i Harlow w filmie The Beast of the City (1932)

Mimo że jej kariera była mocno zachwiana, to Paul Bern z Metro-Goldwyn-Mayer zdecydował się na obsadzenie jej w filmie gangsterskim The Beast of the City (reż. Charles Brabin) u boku Waltera Hustona. Za kreację Daisy Stevens / Mildred Beaumont otrzymała pierwsze pozytywne oceny; jeden z krytyków pisał za pośrednictwem „New York Daily-News”: „Platynowa dziecinka naprawdę działa w tym”, a recenzent „Time’a” przyznawał, że „Harlow jest błyszczącym udoskonaleniem Clary Bow”. Po ukończeniu zdjęć do filmu Bern zorganizował na wschodnim wybrzeżu dziesięciotygodniową trasę. Ku zdziwieniu wszystkich, a zwłaszcza samej Harlow, jej wystąpienia cieszyły się znacznym powodzeniem, przyciągając do miejscowych kinoteatrów komplety publiczności. Pomimo nieprzychylnych recenzji oraz słabszych doborów ról filmowych, jej rozpoznawalność wzrosła do tego stopnia, że w lutym 1932 trasę przedłużono o kolejne sześć tygodni.

#### Gwiazda MGM (1932–1936)
Bern, korzystając z rosnącej popularności Harlow, namawiał ówczesnego szefa MGM, Louisa B. Mayera, by ten wykupił od Hughesa jej kontrakt. Początkowo przedsiębiorca nie był przekonany do pomysłu, mając zupełnie odmienne wyobrażenie tego, jaka powinna być gwiazda związana z jego wytwórnią. Mayer był zniechęcony kontrowersyjnym wizerunkiem Harlow, mającej opinię „tandetnej, krzykliwej i superseksownej ladacznicy”. Wobec oporu założyciela studia, Bern zwrócił się do szefa produkcji MGM, Irvinga Thalberga, który stwierdził: „Ta dziewczyna jest tak zła, że może być po prostu dobra”. Po długich negocjacjach i wahaniach, 3 marca 1932 – w dniu 21. urodzin Harlow – wytwórnia wykupiła jej kontrakt od Hughesa za kwotę 30 tys. dolarów. 20 kwietnia doszło do podpisania nowej, siedmioletniej umowy, na mocy której zarabiała 1250 dolarów tygodniowo.

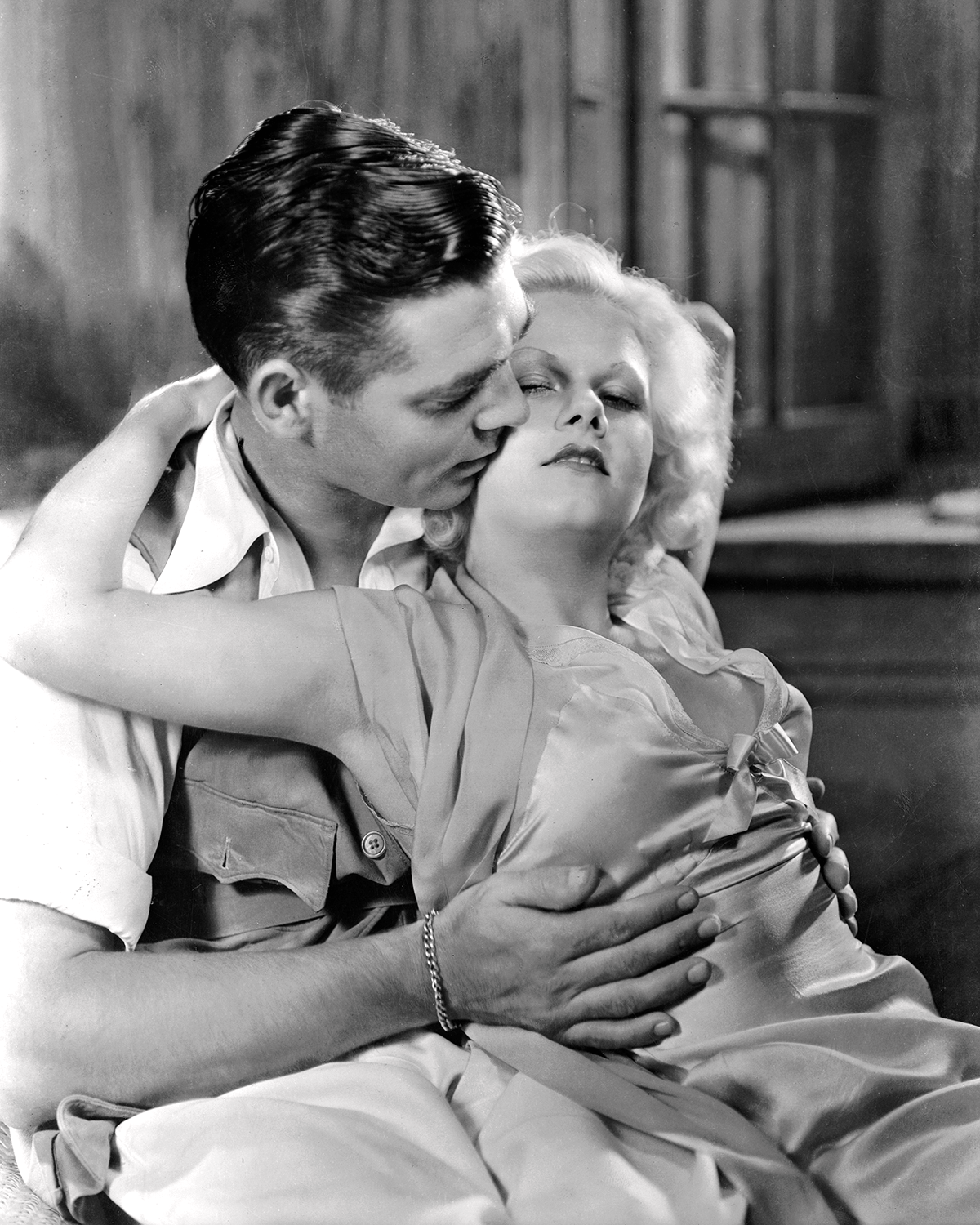
Clark Gable i Harlow w filmie Kaprys platynowej blondynki (1932)

#### Żona z drugiej ręki

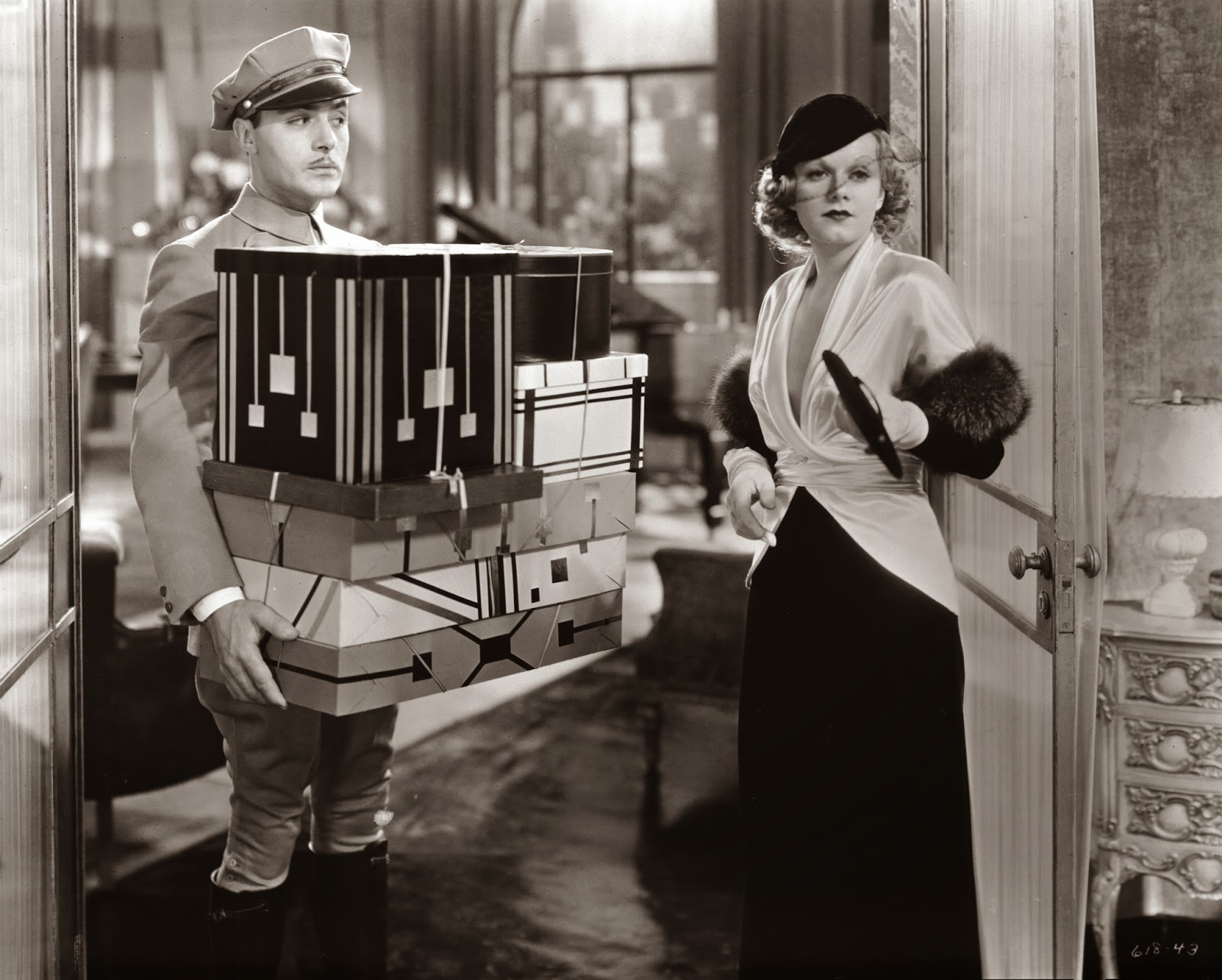
Charles Boyer i Harlow w filmie Żona z drugiej ręki (1932)

Pierwszym zadaniem, do którego przystąpiono po podpisaniu kontraktu, była zmiana jej wizerunku, a przynajmniej próby jego znacznego złagodzenia oraz ocieplenia. Na potrzeby komedii romantycznej Żona z drugiej ręki (1932, reż. Jack Conway) dokonała zmiany koloru włosów, choć według części źródeł wystąpiła w peruce. Początkowo rolę Lillian „Lil” / „Red” Andrews Legendre miała zagrać inna ówczesna wielka gwiazda MGM, Joan Crawford. Wytwórni zależało na lansowaniu idei „sporu gwiazd”, zachęcając fanów do opowiedzenia się po którejś ze stron, i podgrzewając tym samym atmosferę wśród wielbicieli. Zdaniem Stenna Harlow była niezadowolona i nie lubiła tego filmu, choć zapewnił on jej status gwiazdy.
W kwietniu, razem ze swoim ówczesnym partnerem Paulem Bernem, wzięła udział w uroczystej premierze melodramatu Ludzie w hotelu (reż. Edmund Goulding), która odbyła się w Grauman’s Chinese Theatre przy 6925 Hollywood Boulevard. Pojawiła się na niej w nowej fryzurze – jej włosy miały ciemny odcień koloru rudego. Crawford – odtwórczyni jednej z głównych ról we wspomnianej produkcji – nie kryła niezadowolenia faktem, że cała uwaga reporterów była skierowana na Harlow.

#### Kaprys platynowej blondynki
Kolejną produkcją z jej udziałem była komedia romantyczna Kaprys platynowej blondynki (1932, reż. Victor Fleming), na której planie po raz drugi spotkała się z Clarkiem Gable’em. Zaczęła zyskiwać coraz większe uznanie wśród krytyków; „Time” napisał w swojej ocenie: „Najlepsze kwestie idą do Harlow. Ona kąpie się wesoło w beczce wypełnionej deszczem i czyta Gable’owi bajkę na dobranoc o pręgowcu i króliku […] Jej bezwysiłkowa wulgarność, humor i niechlujność, stanowią godną uwagi charakteryzację, tak dobrą w tym gatunku, jak nieżyjąca już Jeanne Eagels”. Z kolei jeden z reporterów „The New York Timesa” relacjonował, że podczas seansu Kaprysu platynowej blondynki w kinie o pojemności pięciu tysięcy miejsc, większą część publiczności stanowiły „«platynowe blondynki», podziwiające swoją idolkę na ekranie”. Film osiągnął sukces w amerykańskim box offisie.
W tym czasie przedstawiciele MGM podjęli próby poprawy wizerunku Harlow jako osoby publicznej, chcąc zmienić postrzeganie jej jedynie przez pryzmat kreowanych ról na ekranie. W tym celu dokonali zmiany pisowni nazwiska aktorki z okresu dzieciństwa (Carpenter na Carpentier), twierdzili, że jednym z jej przodków był Edgar Allan Poe i zamieszczali zdjęcia z udziałem aktorki, które wykorzystywano w celach charytatywnych. Jednak ta transformacja okazała się trudna; Harlow przyznawała: „Mój Boże, czy zawsze muszę nosić sukienkę z niskim dekoltem, żeby być ważną?”. W okresie świąt Bożego Narodzenia wzięła udział w akcji hollywoodzkiej organizacji non-profit Assistance League, czytając dzieciom bajki na dobranoc w jednym ze sklepów z zabawkami w Los Angeles.

#### „Wybuchowa blondynka”

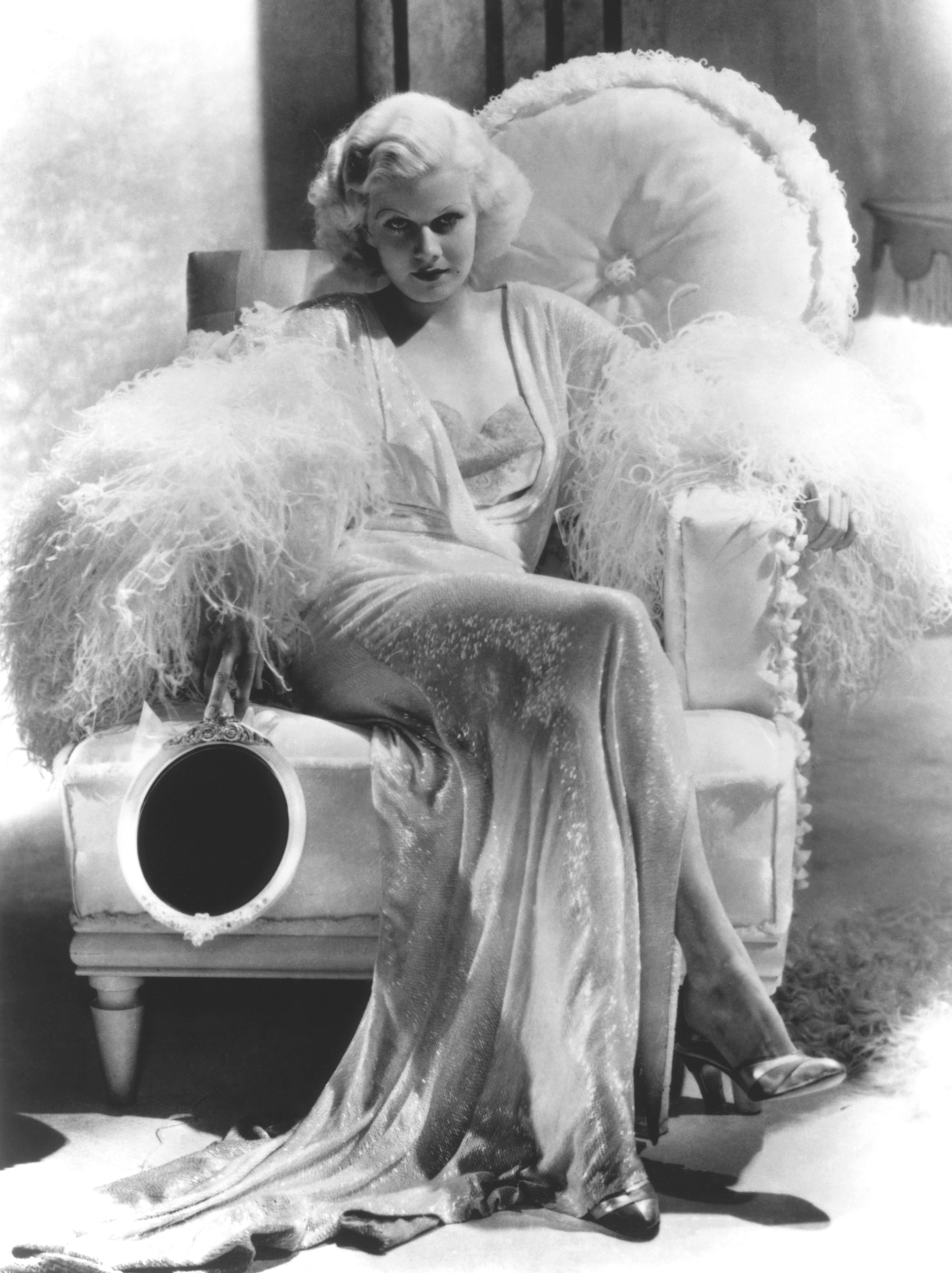
Harlow na fotosie promocyjnym z filmu Kolacja o ósmej (1933)

W 1933 jej kandydaturę rozważano do roli Ann Darrow w monster movie King Kong (reż. Merian C. Cooper, Ernest Schoedsack) studia RKO Pictures, lecz, według różnych źródeł, aktorka nie była nią zainteresowana, a nowy kontrakt z MGM, podpisany na wyłączność, nie zezwalał na jej udział w produkcjach innych wytwórni. W filmie ostatecznie wystąpiła Fay Wray, która będąc brunetką, korzystała z peruki. Przedstawiciele MGM – zdając sobie sprawę z siły duetu ekranowego Gable–Harlow – ponownie obsadzili ich w głównych rolach, w komedii romantycznej W twoich ramionach (reż. Sam Wood), gdzie Harlow wykonała tytułową piosenkę autorstwa Arthura Freeda i Nacio Herb Browna. „The New York Times” zauważył, że podczas premiery w nowojorskim Capitol Theatre, w sali kinowej nie było wolnych miejsc. Film Wooda cieszył się dużym zainteresowaniem, pomimo negatywnych recenzji.
Jej kolejne dwa filmy: screwball comedy Wybuchowa blondynka (reż. Victor Fleming) z Lee Tracym oraz komediodramat Kolacja o ósmej (reż. George Cukor) z gwiazdorską obsadą (m.in. John Barrymore, Marie Dressler), okazały się sukcesami komercyjnymi, a role Harlow zbierały przychylne opinie prasowe. Pozytywny odbiór Wybuchowej blondynki sprawił, że zaczęto ją określać takim mianem. Richard Watts Jr. z „New York Herald” – który nigdy za nią nie przepadał – recenzując Kolację o ósmej przyznawał, że „panna Harlow jako aktorka rozwija się z każdym obrazem”, natomiast według „Variety” była to najlepsza rzecz, jaką zrobiła do tej pory.
Odczuwając zmęczenie z bycia „platynową blondynką”, zaczęła naciskać na władze studia, by oferowali jej lepsze role filmowe. Przedstawiciele MGM odmówili, po czym odsunęli ją od grania w listopadzie 1933. W okresie zawieszenia poświęciła się pisaniu książki pt. Today is Tonight. W styczniu 1934 zawarła porozumienie z MGM, a jej wynagrodzenie wzrosło do 3 tys. dolarów. Jedynym filmem, w którym wystąpiła w 1934 była komedia romantyczna Dziewczyna z Missouri (reż. Jack Conway) z Lionelem Barrymore’em i Franchotem Tonem w obsadzie. Pierwotnie był on zatytułowany Born to Be Kissed, lecz pod wpływem cenzury został zmieniony.
W 1935 wystąpiła w musicalu Dla ciebie tańczę (reż. Victor Fleming), gdzie na planie partnerował jej William Powell, z którym to była prywatnie związana. Film w reżyserii Fleminga uzyskał mieszane recenzje, jednak kreację Harlow doceniano. Kolejną produkcją z jej udziałem był przygodowy romans Chińskie morza (reż. Tay Garnett) z Gable’em, który okazał się największym sukcesem w dorobku Harlow od czasów Wybuchowej blondynki. Andre Sennwald w recenzji dla „The New York Timesa” nazwał film Garnetta „muskularnie zabawnym”.

### Ostatnie lata
W 1936 wystąpiła w tytułowej roli w dramacie Suzy (reż. George Fitzmaurice) u boku Cary’ego Granta. Pomimo dużego zainteresowania, obraz osiągnął najgorszy wynik finansowy w trakcie jej całej współpracy z MGM. Zebrał również mieszane recenzje, a krytycy podkreślali, że mimo dominującej roli, występ Harlow był niedoskonały; „New York Post” przyznawał, że „[Harlow] nie była zbyt biegła w dramacie – zwłaszcza w tragedii”. Jeszcze inni twierdzili, że „to szczególny wstyd, że ona i Cary Grant, świetny komik, zostali zmarnowani w tym dramatycznym bałaganie”.

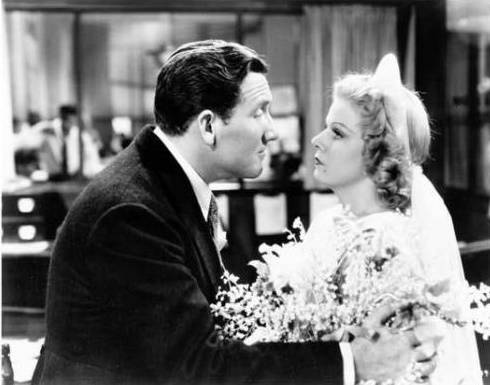
Spencer Tracy i Jean Harlow w scenie z filmu Motłoch (1936)

Przystępując do realizacji dramatu kryminalnego Motłoch (reż. J. Walter Ruben), zrezygnowała ze swojego platynowego odcienia włosów, gdyż producenci uznali, że nie będzie on pasował do nowej roli. Na planie partnerował jej Spencer Tracy. Fabuła filmu koncentrowała się na Harriet „Hattie” / „Hat” Tuttle (Harlow), która aby pomóc swojemu mężowi Rudolphowi „Dutchowi” Mullerowi (Tracy) w problemach finansowych, decyduje się na kradzież gotówki, przez co zostaje osadzona w więzieniu. Krytycy byli zaskoczeni jej nowym wcieleniem – które w większości uznano za nieodpowiednie i ryzykowne. W tym samym czasie zdecydowała się na przywrócenie swojego naturalnego, miodowego koloru włosów. Zdaniem biografów Harlow, z uwagi na duży stopień zniszczenia włosów spowodowany wieloletnim farbowaniem, w trakcie realizacji Chińskiego morza i Dla ciebie tańczę korzystała z peruki.
Do charakterystycznej dla siebie „cnotliwej” roli powróciła w komedii romantycznej z elementami komediodramatu Żona czy sekretarka (reż. Clarence Brown), występując u boku Gable’a, Jamesa Stewarta i Myrny Loy. Film zebrał umiarkowane recenzje, a krytycy wyrażali przychylne opinie na temat występu Harlow, który uważany jest za jeden z najlepszych w jej dorobku. „The New York Times” pochwalił film, pisząc, że jest „wspaniale wyprodukowany, kompetentnie wyreżyserowany… i dobrze zagrany”.
W 1937 zagrała w komedii romantycznej Panowie do towarzystwa (reż. W.S. Van Dyke) razem z Robertem Taylorem. Odtwórcy głównych ról, w trakcie realizacji obrazu wzięli udział w dorocznym przyjęciu urodzinowym prezydenta Franklina Delano Roosevelta w Waszyngtonie. Dodatkowo uczestniczyli w zbiórce pieniędzy dla organizacji March of Dimes. Wizyta Harlow i Taylora była szeroko komentowana w prasie, co spodobało się przedstawicielom MGM, którzy uważali ją za dobrą reklamę dla filmu. Studio nalegało, by zdjęcia zostały ukończone w planowanym terminie. Po premierze film Panowie do towarzystwa otrzymał entuzjastyczne recenzje.

### Śmierć i pogrzeb

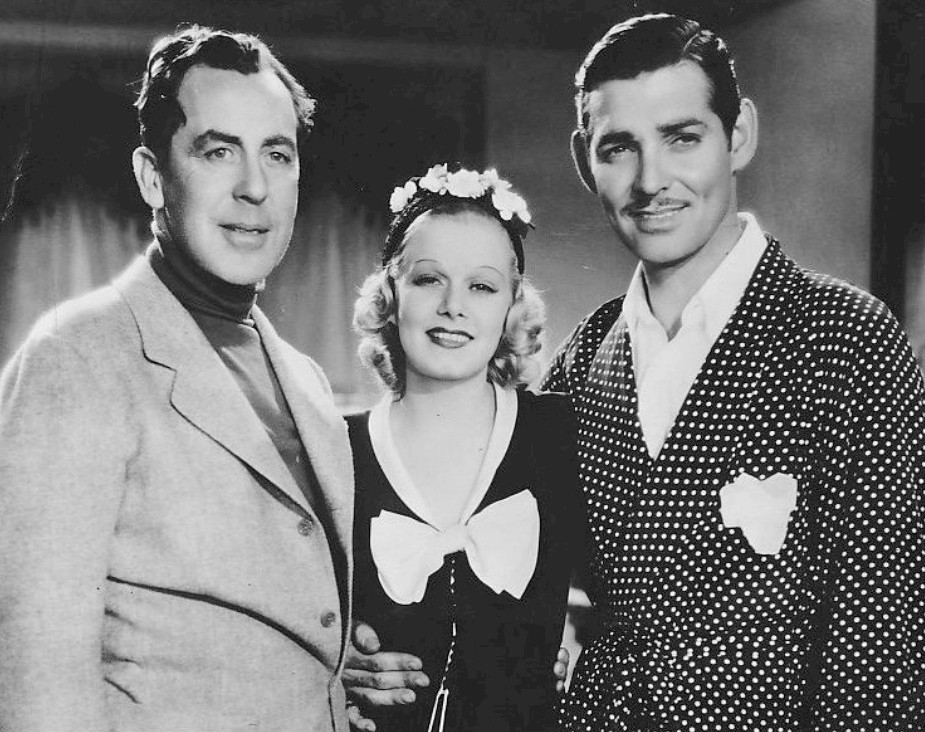
Jack Conway, Harlow i Clark Gable na planie filmu Saratoga (1937). Zdjęcie wykonano na kilka minut przed omdleniem aktorki. Opublikowane zostało w chwili ogłoszenia jej śmierci

W marcu 1937 planowano rozpoczęcie zdjęć do komedii romantycznej Saratoga (reż. Jack Conway) z Jean Harlow i Clarkiem Gable’em w rolach głównych. Jednak z uwagi na sepsę i konieczność wykonania zabiegu usunięcia zębów mądrości, aktorkę poddano hospitalizacji. Po powrocie do zdrowia, realizację filmu rozpoczęto 22 kwietnia.

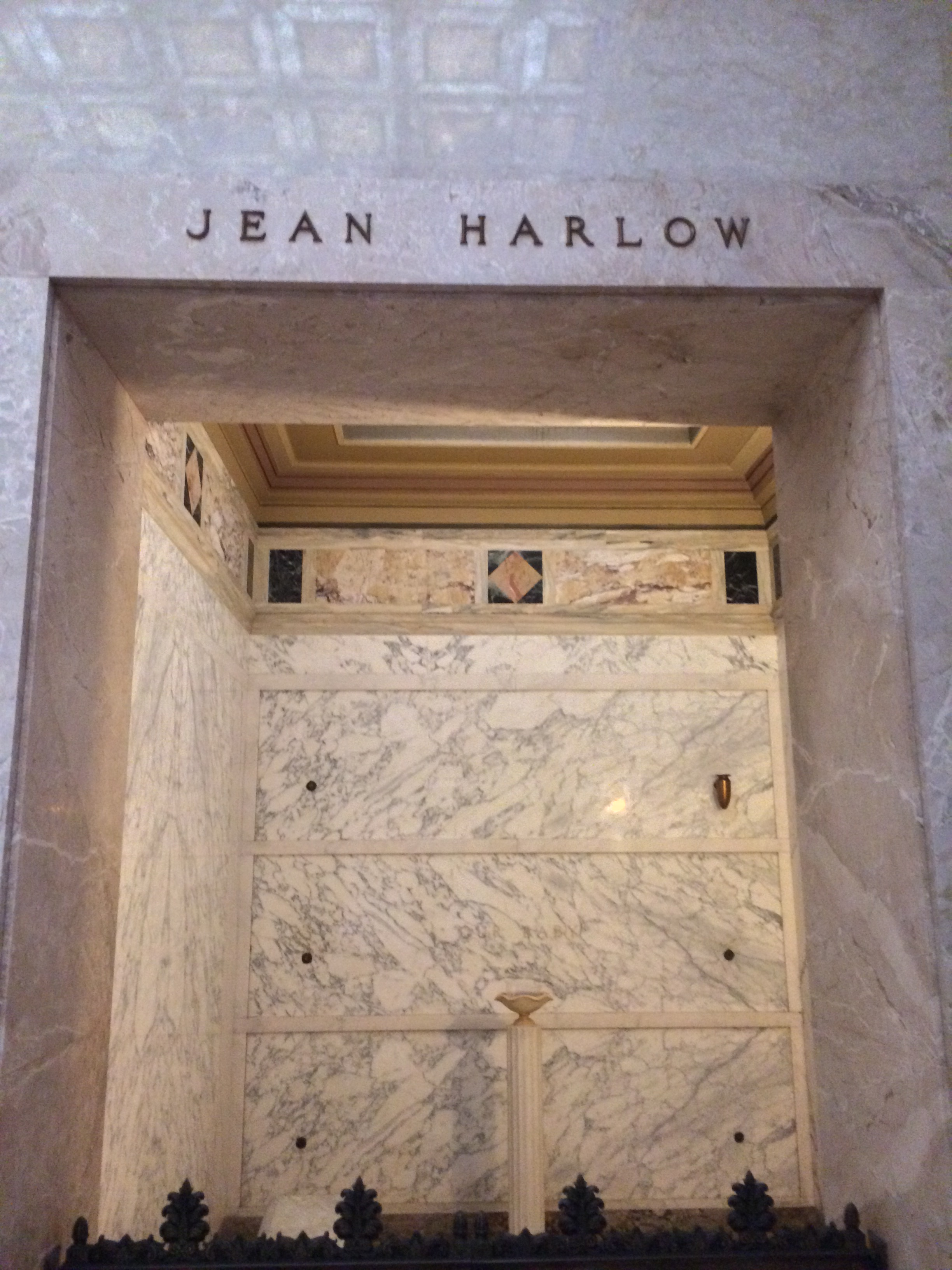
Krypta Harlow w Great Mausoleum na terenie Forest Lawn Memorial Park (październik 2014)

20 maja zaczęła uskarżać się na różnego rodzaju dolegliwości. Jej objawy – w tym zmęczenie, nudności, bóle żołądka i wzdęcia – nie wydały się poważne doktorowi Ernestowi Fishbaughowi, który twierdził, że ich przyczyną może być zapalenie pęcherzyka żółciowego i grypa. Prawdopodobnie nie miał świadomości, że rok wcześniej przeszła ona ciężkie poparzenie słoneczne oraz grypę. Jej przyjaciółka Myrna Loy zaobserwowała u Harlow bladość, zmęczenie i przyrost masy. 29 maja nagrała scenę, w której kreowana przez nią bohaterka zmagała się z gorączką. Według Eve Golden Harlow była wyraźnie bardziej chora niż miała tylko udawać. Po tym, jak zemdlała w trakcie zdjęć, z pomocą Gable’a udała się do swojej garderoby. Poprosiła asystenta reżysera, by ten zadzwonił do Williama Powella, który opuścił własny plan zdjęciowy, żeby móc odwieźć ją do domu.
Gdy po dwóch dniach stan Harlow nie uległ poprawie, Powell zatelefonował po swojego lekarza. Jej problemy zdrowotne wcześniej trzykrotnie wpływały na opóźnienia w produkcjach (Żona czy sekretarka, Suzy i Romantyczna pułapka), wobec czego początkowo nie było wielkiego zaniepokojenia. 2 czerwca poinformowano, że zmaga się z grypą. Dzień później Harlow poczuła się lepiej, a współpracownicy oczekiwali jej powrotu na plan w poniedziałek 7 czerwca. Raporty prasowe – które na bieżąco informowały o jej problemach zdrowotnych – były sprzeczne; wśród tytułów podawano m.in.: „Jean Harlow ciężko chora” oraz „kryzys chorobowy Harlow minął”. Gable, który odwiedzał ją w domu, przyznawał później, że miała ona wzdęty brzuch i czuć było zapach moczu w jej oddechu, kiedy ją pocałował – objawy te wskazywały na niewydolność nerek. Leland Chapman, kolega Fishbaugha, został wezwany do przedłożenia drugiej opinii lekarskiej, w której przyznał, że Harlow nie cierpi na zapalenie pęcherzyka żółciowego, lecz znajduje się w końcowym stadium niewydolności nerek.
5 czerwca ponownie zasłabła. Następnego dnia jej wzrok uległ pogorszeniu do tego stopnia, że nie była w stanie dokładnie zobaczyć Powella i powiedzieć, ile palców u ręki pokazywał. Wieczorem tego samego dnia została przetransportowana do Good Samaritan Hospital w Los Angeles, gdzie zapadła w śpiączkę. Zmarła 7 czerwca o dwudziestej trzeciej trzydzieści siedem w wieku 26 lat. W dokumentach medycznych podano, że przyczyną jej śmierci był obrzęk mózgu powstały w wyniku powikłań spowodowanych niewydolnością nerek oraz mocznica. Akt zgonu, opublikowany w 1990, jako przyczynę śmierci podaje ostre zakażenie układu oddechowego, ostre zapalenie nerek i mocznicę.
9 czerwca Harlow została pochowana w Great Mausoleum na terenie Forest Lawn Memorial Park w prywatnej krypcie, wykonanej z wielobarwnego marmuru, którą William Powell zakupił za kwotę 25 tys. dolarów. Wyryto na niej inskrypcję „Our Baby” („nasze dziecko”). Aktorkę ubrano w suknię, w której wystąpiła w Romantycznej pułapce. W dłoniach trzymała białą gardenię, a przy niej krótką notatkę zawierającą zdanie autorstwa Powella: „Dobranoc, Moja Najdroższa”. Podczas uroczystości pogrzebowych Jeanette MacDonald i Nelson Eddy zaśpiewali piosenkę „Oh, Sweet Mystery of Life”.

## Życie prywatne

### Małżeństwa i związki

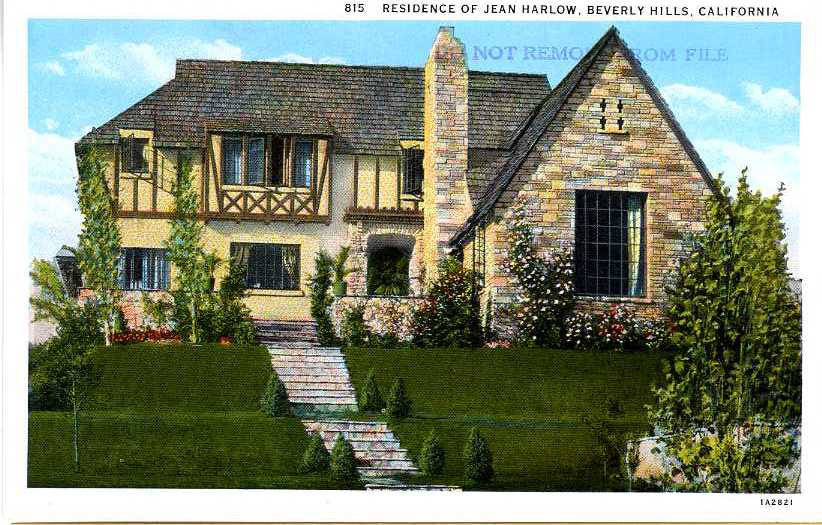
Dom Jean Harlow przy 1353 Club View Dr. w Westwood, Los Angeles, lata 30. XX wieku

W marcu 1927, mając 16 lat, poślubiła w sekrecie starszego o cztery lata Charlesa McGrew. Krótko po uroczystości mąż przeprowadził się z Chicago do Beverly Hills. Dwa miesiące po ślubie, w wieku 21 lat otrzymał część gotówki z funduszu powierniczego. W 1928 przenieśli się do hrabstwa Los Angeles, osiedlając się w domu w Beverly Hills. Harlow mieszkała w zamożnej dzielnicy, ucząc się tamtejszego stylu życia, który przypominał ten, jaki wiódł pisarz Francis Scott Fitzgerald. McGrew miał nadzieję, że uda mu się odseparować żonę od jej matki, obawiając się, że zbyt bliska relacja łącząca obie kobiety może wpłynąć destrukcyjnie na ich małżeństwo. Wkrótce obydwoje, a w szczególności McGrew, zaczęli nadużywać alkoholu. 11 czerwca 1929 rozwiedli się, a Harlow przeprowadziła się do mieszkania swojej matki i ojczyma Marino Bello. W trakcie rozprawy przyznała przed sądem, że McGrew był „wulgarny i napastliwy”, a jako powód rozpadu małżeństwa podawała „moralne okrucieństw męża”.
W 1929 związała się z bossem rodziny przestępczej ze stanu New Jersey, Abnerem „Longiem” Zwillmanem, nazywanym „Alem Capone z New Jersey”. Jego dochody z nielegalnej produkcji alkoholu i innych niezgodnych z prawem interesów sięgały 40 milionów dolarów rocznie. Obdarowywał on Harlow najdroższymi prezentami, w tym m.in. bransoletką z charmsami i czerwonym cadillakiem, a także zaoferował aktorce i jej matce przeprowadzkę do nowego domu. Wywarł presję na ówczesnego dyrektora Columbia Pictures, Harry’ego Cohna (według źródeł zapłacił mu kwotę pół miliona dolarów), by podpisał z Harlow kontrakt opiewający na dwa filmy. Ponieważ Hughes stanowczo odmawiał podwyżki, Zwillman sam podniósł jej wynagrodzenie do 1000 dolarów tygodniowo. Na tajnych nagraniach ujawniono, że w rozmowach z innymi członkami grupy przestępczej, gangster wyrażał się o Harlow w obraźliwy i wulgarny sposób.

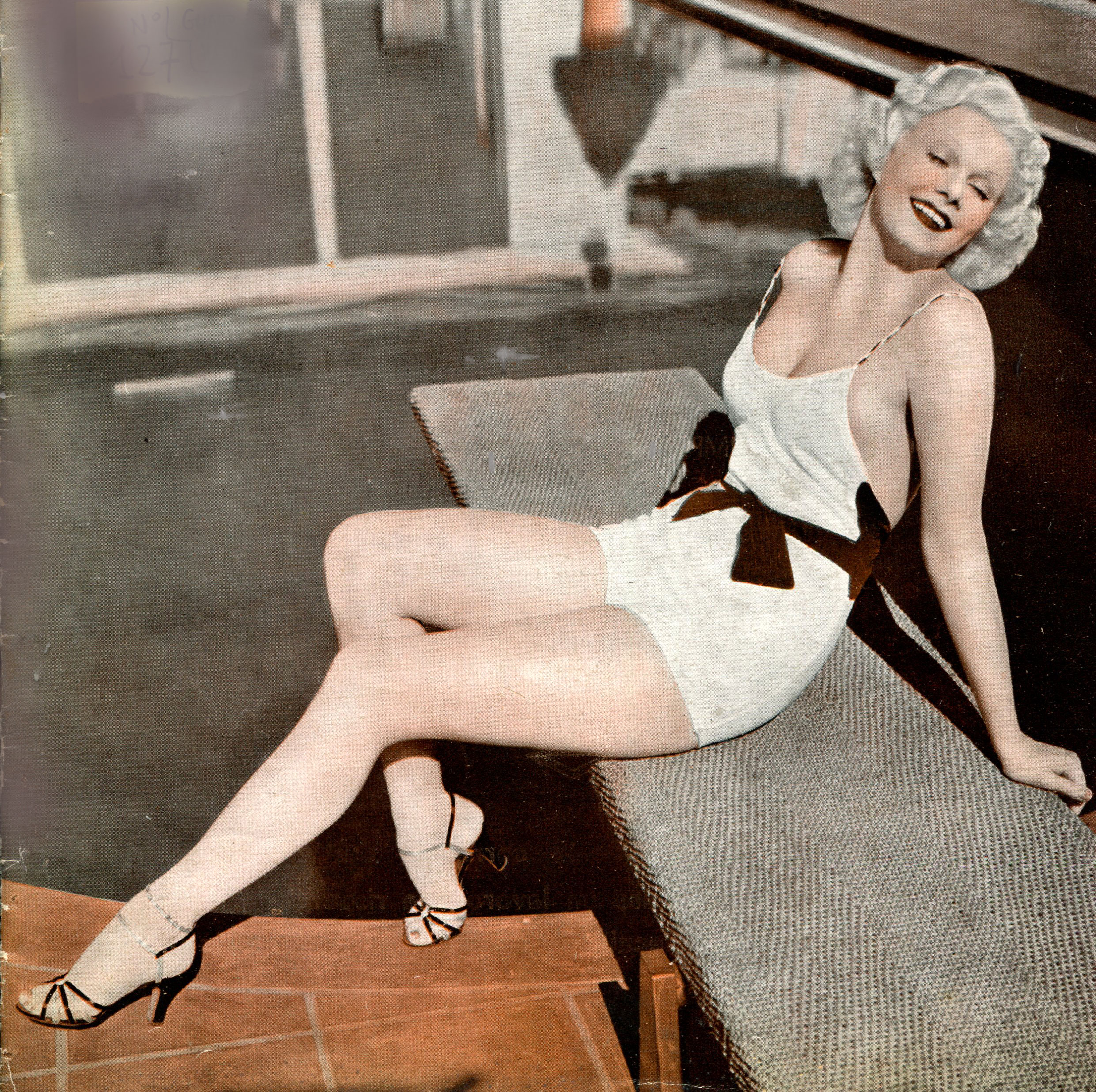
Harlow w stylizacji pin-up (1934)

Swojego drugiego męża, wpływowego producenta filmowego, Paula Berna poznała na planie Aniołów piekieł (1930). Zaręczyli się w czerwcu 1932, a pobrali 2 lub 3 lipca. Tuż po ślubie skarżyła się na przemoc ze strony Berna, który podczas jednego z ataków miał uszkodzić jej nerki poprzez bicie laską. Ich małżeństwo trwało niespełna dwa miesiące. 5 września Bern został znaleziony martwy przez policję w ich domu przy Easton Drive w Beverly Hills, co wywołało duży skandal w środowisku. Na miejscu zjawił się też tłum reporterów. Zaczęły pojawiać się różnego rodzaju spekulacje, jakoby Harlow miała być zamieszana w śmierć męża, lecz przeprowadzona sekcja zwłok potwierdziła, że zgon nastąpił w wyniku samobójstwa poprzez strzał w głowę. Harlow w tym czasie pracowała na planie filmu Kaprys platynowej blondynki (1932). Louis B. Mayer, obawiając się negatywnych skutków związanych z rozgłosem, rozważał zwolnienie aktorki z produkcji, a jej rolę miał oferować Tallulah Bankhead. Wydała w sprawie śmierci Berna oświadczenie dla policji i ławy przysięgłych.
Po samobójstwie Berna sypiała z przelotnie poznanymi mężczyznami, m.in. z taksówkarzami i przedstawicielami firm handlowych, poza tym miała uwieść swojego ojczyma. Wdała się też w romans z profesjonalnym bokserem Maxem Baerem, który pozostawał w związku małżeńskim z Dorothy Dunbar. Gdy planował on wystąpić o rozwód, prasa zaczęła sugerować, że to Harlow jest odpowiedzialna za rozbicie małżeństwa. Po zagadkowej śmierci Berna przedstawiciele MGM nie chcieli kolejnego skandalu z udziałem aktorki, w tym celu 18 września 1933 studio zaaranżowano jej małżeństwo z operatorem Haroldem Rossonem, który zgodził się na wzięcie udziału w fikcyjnym przedsięwzięciu. Wcześniej współpracowali ze sobą przy realizacji czterech produkcji: Żony z drugiej ręki (1932), Kaprysu platynowej blondynki (1932), Kolacji o ósmej (1933) oraz W twoich ramionach (1933). Łączyły ich przyjacielskie stosunki. Pobrali się 18 września 1933 w Yuma w stanie Arizona, w trakcie prac nad filmem Wybuchowa blondynka (1933). W rozmowach z dziennikarzami Harlow wyrażała przekonanie, że będzie to jedno z nielicznych hollywoodzkich małżeństw, któremu uda się przetrwać. Mimo tej deklaracji rozwiodła się z mężem 11 marca 1934 w tajemnicy przed opinią publiczną, po ośmiu miesiącach małżeństwa. Uważała, że Rosson był „niegrzeczny wobec moich przyjaciół, ponury i nerwowy, wskutek czego jego niegodziwy charakter stanowił ciągłą brutalność”.
Późną wiosną 1934 poznała Williama Powella, aktora związanego z MGM. Po premierze filmu Dziewczyna z Missouri (1934) zaczęli się ze sobą regularnie spotykać. Aktorka chciała mieć dziecko, lecz Powell, mający za sobą dwa nieudane małżeństwa (z Eileen Wilson i Carole Lombard) i syna, nie chciał więcej potomstwa. Obydwoje publicznie utrzymywali, że są „tylko przyjaciółmi”. Powell przyczynił się do rozwodu matki Harlow z Marine Bello pod koniec 1935, gdy odkrył, że sprzedawane przez niego „kopalnie w Meksyku” tak naprawdę nie istnieją. Jean Poe Carpenter zainwestowała część oszczędności córki w fałszywe przedsięwzięcie. Po rozwodzie matki Harlow sama zarządzała swoim majątkiem.

### Poglądy polityczne
Harlow była zwolenniczką Partii Demokratycznej. W 1936 aktywnie udzielała się w kampanii Franklina Delano Roosevelta, na którego oddała głos podczas wyborów prezydenckich. Jej zaangażowanie nie podobało się niektórym członkom Partii Republikańskiej, którzy apelowali do niej, aby nie obnosiła się ze swoimi sympatiami politycznymi podczas udzielania wywiadów, w czasie gdy trwała kampania. Roosevelt nie ukrywał faktu, że był fanem Harlow.

## Filmografia
W trwającej niespełna 10 lat karierze wystąpiła w 35 produkcjach fabularnych na ekranie i dwóch audycjach radiowych.
W 1933 była notowana w pierwszej dziesiątce najbardziej dochodowych amerykańskich aktorek. Sześć filmów z jej udziałem było zestawianych w pierwszej dziesiątce podsumowań roku w box offisie. Cztery filmy, w których wzięła udział, były nominowane przynajmniej do jednego Oscara w każdej kategorii. Dziesięć produkcji z jej udziałem, po uwzględnieniu inflacji, przekroczyło sumę 100 milionów dolarów dochodu z biletów na rynku krajowym.
Cztery z jej filmów: Światła wielkiego miasta (1931), Wróg publiczny nr 1 (1931), Kaprys platynowej blondynki (1932) i Kolacja o ósmej (1933) wpisano do National Film Registry (NFR).

## Wizerunek ekranowy

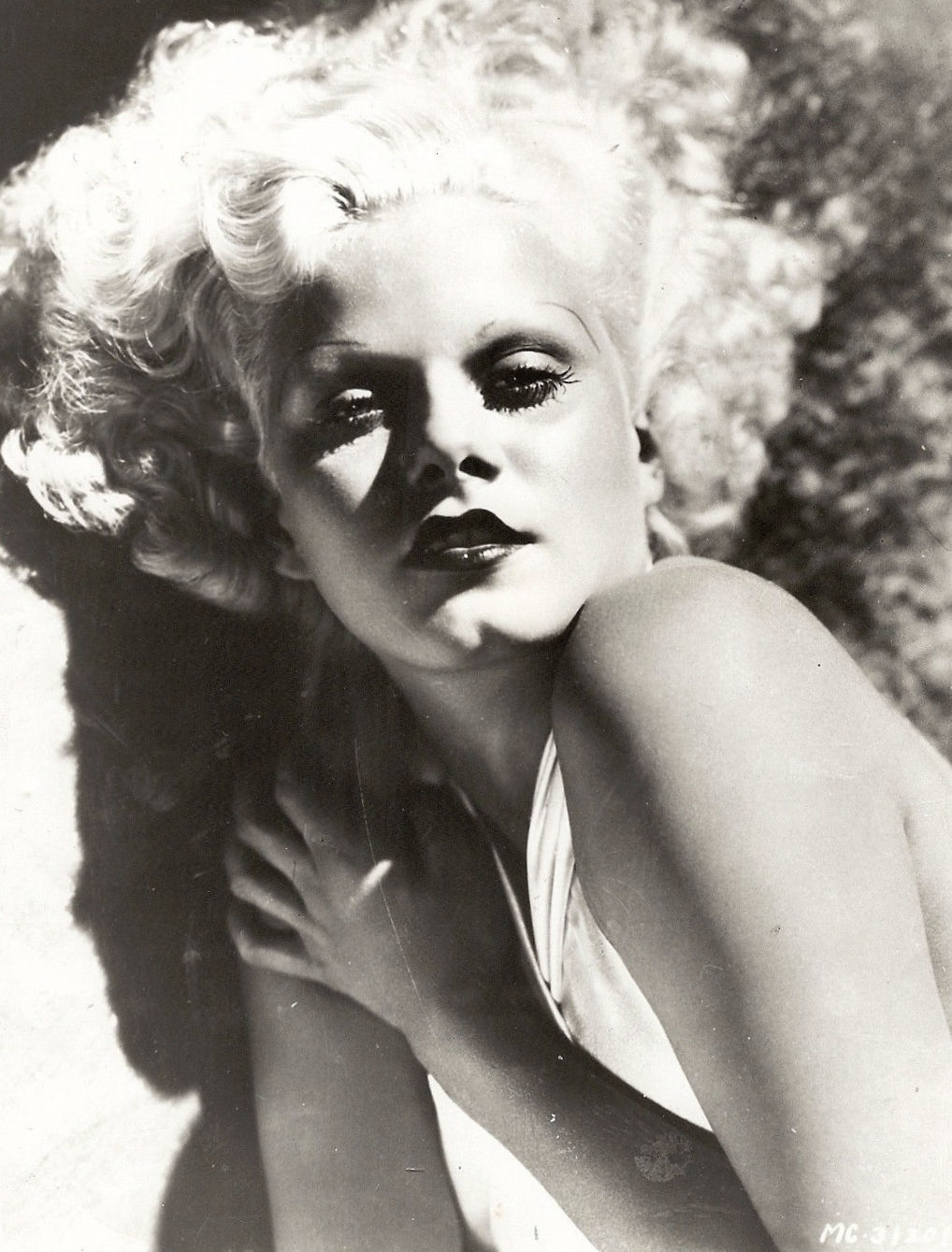
Harlow w 1933, fot. George Hurrell

Jean Harlow uznawana jest za ikonę popkultury i symbol, który znacząco przyczynił się do spopularyzowania obrazu blondynki jako seksbomby, oraz usposobienie „złej dziewczyny” i jedną z definiujących postaci amerykańskiego kina w czasach trwania ery Pre-Code. Zdaniem Anne Helen Petersen, autorki książki Skandale złotej ery Hollywood, stanowiła ona pierwowzór „blond seksbomby” o reputacji „seksualnej petardy”. Według niej „na ekranie była bezwstydnie seksowna i niepohamowana w swych żądzach, czerpała wyraźną przyjemność z przebierania w mężczyznach jak w rękawiczkach […] Idealnie wygięte w łuk oraz podkreślone ołówkiem brwi, niezwykle wówczas modne, pomagały jej wyglądać przebiegle lub dziecinnie, grzesznie do granic lub zupełnie niewinnie”.
Na zdjęciach promocyjnych miała w zwyczaju pojawiać się w długich, drapowanych, satynowych sukniach w stylu art déco. Nie lubiła nosić bielizny i nie uznawała biustonoszy. Według Petersen to co czyniło ją wyjątkową, to „wyróżniający się erotyzm z domieszką figlarności Clary Bow, a także drapieżna seksualność filmowego wampa kina niemego”. Charakterystyczny platynowy odcień włosów, będący w ówczesnych czasach czymś nowym, zapewnił Harlow status gwiazdy i stał się jej znakiem rozpoznawczym po kres kariery. Pisano o nim, że „przypominał barwę jasnego słonego toffi […] Był zaskakujący, prawie ekscentryczny, ale ogólnie rzecz biorąc, piękny”. W dobie czarno-białych zdjęć, gdy kierownictwa filmowe zorientowały się, że jasny odcień włosów staje się coraz modniejszy, aktywnie promowały wizerunki aktorek-blondynek, w tym Harlow i Mae West.
W ocenie krytyków kreowane przez nią postacie filmowe „brały to co chciały, i postępowały tak, jak pragnęły”. Victoria Sherrow twierdziła, że przy okazji realizacji filmu Aniołowie piekieł (1930), pojawiła się w skąpych kostiumach oraz wypowiadała sugestywne kwestie, a jej wysklepione za pomocą ołówka brwi, stały się znakiem rozpoznawczym. Fotograf portretowy Clarence Sinclair Bull wspominał: „Na pierwszej sesji zakochałem się w Jean Harlow. Miała najpiękniejsze i najbardziej uwodzicielskie ciało, jakie kiedykolwiek sfotografowałem”. Była także pierwszą aktorką, której zdjęcie pojawiło się na głównej okładce tygodnika „Life” (maj 1937).
Po przedwczesnej śmierci w 1937, zaczęły pojawiać się różne imitacje jej stylu; kobiety coraz chętniej wybielały swoje włosy, a sprzedaż nadtlenku wodoru znacząco wzrosła. Także cienkie, satynowe suknie cieszyły się znaczącym powodzeniem. Harlow, poprzez swój wizerunek „wybuchowej blondynki”, stała się główną inspiracją dla wielu późniejszych aktorek, m.in. Marilyn Monroe i Jayne Mansfield.

## Spuścizna
25 września 1933 odcisnęła swoje dłonie oraz stopy, a także złożyła podpis w płycie betonowej chodnika na podjeździe Grauman’s Chinese Theatre. W 1937 francuski kompozytor Charles Koechlin skomponował ku jej pamięci utwór „Épitaphe de Jean Harlow” (opus 164). Bluesowy muzyk Leadbelly – przebywając w więzieniu – napisał w hołdzie dla niej piosenkę „Jean Harlow”. Spuścizna Harlow jako aktorki oraz osobowości przetrwała długo po jej przedwczesnej śmierci. 8 lutego 1960, za wkład w przemysł filmowy i jego rozwój, otrzymała gwiazdę na Hollywoodzkiej Alei Gwiazd, która mieści się przy 6900 Hollywood Boulevard. W 1996 nazwisko aktorki zostało zamieszczone na 49. pozycji w rankingu „100 największych gwiazd filmowych wszech czasów”, przygotowanym przez „Entertainment Weekly”. W czerwcu 1999 American Film Institute (AFI) sklasyfikował ją na 22. lokacie w przygotowanym oraz opublikowanym przez siebie rankingu „największych aktorek wszech czasów”.

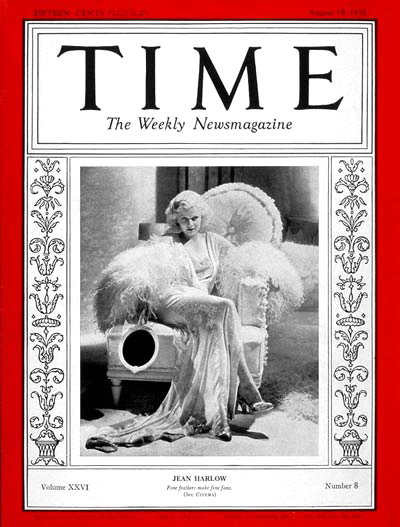
Harlow na okładce tygodnika „Time” (sierpień 1935)

Wizerunek Harlow był związany z kampaniami reklamowymi i produktami takich marek jak Lucky Strike (1931) czy Coca-Cola (1932). Jej osoba, wraz z Hedy Lamarr, stanowiła główną inspiracją dla amerykańskiego rysownika i twórcy komiksów Boba Kane’a przy tworzeniu fikcyjnej postaci Kobiety-Kota, znanej z serii o przygodach Batmana.
W 1965 na ekrany kin weszły dwa filmy biograficzne poświęcone jej życiu – zrealizowany przez studio Paramount Pictures Harlow (reż. Gordon Douglas), gdzie w tytułowej roli wystąpiła Carroll Baker, oraz dystrybuowany przez Magna Corporation o tym samym tytule (reż. Alex Segal) z Carol Lynley. Jej relacje z producentem Howardem Hughesem były motywem przewodnim dramatu Fabryka snów (1978, reż. Larry Buchanan), gdzie w głównych rolach wystąpili Lindsay Bloom i Victor Holchak.
W sierpniu 1993 na kanale Turner Classic Movies (TCM) wyemitowano dokument Harlow: The Blonde Bombshell, którego gospodynią była Sharon Stone. W 2004 Martin Scorsese zrealizował film biograficzny Aviator, w którym rolę Harlow zagrała Gwen Stefani.
Zdjęcie aktorki widnieje obok Clarka Gable’a, Edwarda G. Robinsona, Groucho Marxa, Humphreya Bogarta i Petera Lorre’a na okładce albumu składankowego Greatest Hits Alice Coopera (1974). W pierwszym wersie utworu „Bette Davis Eyes” Kim Carnes, pochodzącego z albumu studyjnego Mistaken Identity (1981), włosy Harlow opisano mianem „złotych”. Piosenkarka Madonna kilkukrotnie w swej twórczości wzorowała się na wizerunku i osobie Harlow; na okładkach singla „Secret” i płyty Bedtime Stories (1994), ucharakteryzowana jest na wzór aktorki. W tekście utworu „Vogue” (1990), w którym Madonna śpiewa o blasku Hollywood, nazwisko Harlow przewija się wraz z wieloma innymi ikonami kina lat 30. i 40.
Pamiątki aktorki z filmów Platynowa blondynka (1931) oraz Wybuchowa blondynka (1933) mieszczą się w Hollywood Museum. Według ówczesnej prezes placówki, Donelle Dadigan „Hollywood Museum w historycznym budynku Max Factor to idealne miejsce, aby poznać życie Jean Harlow, ponieważ często korzystała z usług fryzjerskich i makijażowych od pana Factora. To tam stała się «wybuchową blondynką». Od 1995 jej wizerunek – autorstwa Margaret Dement – znajduje się na 150-metrowej ścianie w Cape Girardeau w stanie Missouri, zwanej Missouri Wall of Fame, pokrytej kolorowym muralem z podobiznami słynnych osobistości związanych z regionem oraz stanem. Figura woskowa z jej podobizną znajduje się w Movieland Wax Museum w Buena Park w Kalifornii.